# Little Annie Fanny
Little Annie Fanny es una serie de historietas creada por Harvey Kurtzman y Will Elder que debutó en el número de octubre de 1962 de la revista para hombres Playboy. Su título es una parodia de Little Orphan Annie de Harold Gray. Se trata de una sátira cómica de la sociedad estadounidense contemporánea y sus costumbres sexuales. Narra las aventuras de Annie Fanny, una joven rubia, con mucho pecho, alta y escultural que acaba inocentemente metida en problemas y desnuda en cada uno de los episodios. Duró hasta 1988, pero tuvo un breve reavivamiento diez años después. La serie destaca por sus luminosas ilustraciones pintadas a color y por ser el primer cómic de varias páginas a gran escala en una gran publicación estadounidense.
Harvey Kurtzman, dibujante de cómics, creó la serie en la culminación de su carrera. Había lanzado la revista Mad, y trabajado brevemente para el editor de Playboy Hugh Hefner, así como en una serie de proyectos en solitario y en colaboración, y luego volvió a trabajar para Hefner en Little Annie Fanny. Cada episodio de la tira cómica era diseñado y escrito por Kurtzman y pintado al óleo, al temple y a la acuarela por Elder. Hefner editaba cada episodio, a menudo exigiendo cambios detallados para garantizar que la serie se mantuviera fiel al estilo editorial de la revista. La reacción de la crítica fue variada: la mayoría elogió el cómic, elaborado y totalmente pintado, pero algunos lo rechazaron por no estar a la altura del potencial de Kurtzman. Dark Horse Comics recopiló la serie completa en dos volúmenes en 2000 y 2001.

## Creación
Harvey Kurtzman fundó la revista satírica Mad en 1952. Uno de sus primeros admiradores fue el otrora dibujante Hugh Hefner, que fundó la revista masculina Playboy en 1953. Hefner ofreció a Kurtzman la oportunidad de concebir una nueva revista de humor para su empresa, que el dibujante aceptó cuando abandonó Mad en 1956 en una disputa por derechos de propiedad. Kurtzman se llevó consigo a la mayoría de los artistas de Mad, incluido su frecuente colaborador Will Elder, para crear la revista de humor para adultos Trump. Aunque se vendió bien, Hefner tuvo problemas financieros en 1957 y suspendió Trump tras dos números. Con todo, puso a disposición de los artistas una oficina desde la que autoeditaron la revista satírica Humbug entre 1957 y 1958, que no consiguió atraer a muchos seguidores. Kurtzman, abatido, empezó a presentar propuestas de series a Playboy, pero todas fueron rechazadas. Sin embargo, recibió una nota de Hefner: «No me inclino ante nadie en mi aprecio por H. Kurtzman». Los elogios de Hefner animaron a Kurtzman a reunirse con el editor Ian Ballantine y crear Harvey Kurtzman's Jungle Book (lit., El libro de la selva de Harvey Kurtzman; 1959). En él se introdujo al inocente e idealista Goodman Beaver, un personaje masculino que siguió apareciendo—con ilustraciones de Elder—en Help! de Kurtzman (1960).
Kurtzman siguió manteniendo correspondencia con Hefner y el editor ejecutivo de Playboy, Ray Russell, quien se interesó por la idea de Kurtzman de una tira cómica adecuada para el público de la revista y sugirió «la sátira... como excusa o justificación para que una revista elegante publicara una tira cómica».  Aunque las viñetas de un solo panel eran una parte establecida de la revista, una tira cómica no tenía precedentes y debía justificarse. Kurtzman presentó algunas tiras de Goodman Beaver y se sorprendió al recibir una respuesta favorable de Hefner, a quien le gustó el personaje «alerta y dispuesto». Le gustó especialmente «Goodman Goes Playboy», que mostraba una bulliciosa noche de desenfreno en la Mansión Playboy con los personajes de Archie.  Archie Comics la demandó y ganó, pero Hugh Hefner se fijó en ella. Hefner insistió, no obstante, en que el material no era adecuado para su revista, pero pidió una explicación del personaje con una sugerencia: «Quizá haya una forma de lanzar una serie similar... que pueda relacionarse de algún modo con Playboy». Kurtzman respondió que Goodman Beaver «podía ser tonto y al mismo tiempo sabio», y que «participa inocentemente de lo malo mientras propugna lo bueno». Afirmó además que la naturaleza inocente, inquieta y encantadora de Beaver le otorgaba una especial libertad creativa. Una semana después, Kurtzman escribió a Hefner: «¿Qué te parecería un personaje femenino... que pudiera aplicar a mi tipo de situaciones?».  Seis semanas más tarde, Hefner respondió: «Creo que tu idea de hacer una tira de Goodman Beaver de dos, tres o cuatro páginas, pero con una chica sexy... es un blanco perfecto. Podemos publicarla en todos los números».
El cómic fue rediseñado transformando al personaje masculino tipo Cándido de Goodman Beaver en una mujer pechugona y de piernas bien contorneadas,  Annie Fanny, una parodia de Little Orphan Annie que ya habían hecho años antes en Mad. Annie recordaba también a Marilyn Monroe, Jayne Mansfield y otras rubias explosivas de la época.

## Personajes
Annie Fanny es la protagonista de la historieta. Al igual que otras jóvenes de las revistas Playboy, Annie es atractiva, pechugona y a menudo va desnuda. Es sexualmente inocente, ajena a la mundanidad que la rodea. Al igual que Goodman Beaver, en quien se basó, Annie fue concebida como un Cándido moderno, por encima de las corrupciones y tentaciones que aparecen en la historia. Sin embargo, a diferencia de Goodman, Annie nunca se escandaliza ni se ofende, sino que se mantiene jovial. Los autores de Icons of the American Comic Book afirman que Annie «se desliza por un mundo cambiante con un optimismo incansable» con una «bondadosa falta de deseo». Está aislada de la naturaleza carnal de quienes la rodean, que le explican las nuevas reglas de la sociedad en cada episodio. Ruthie, la compañera de piso de Annie (y su «mamá gallina»), aparece en el primer episodio y permanece durante toda la serie. Wanda Homefree, la desenfrenada y voluptuosa mejor amiga de Annie Fanny, aparece por primera vez en un concurso de belleza del episodio 10 como Señorita Greenwich Village y se la ve a menudo al lado de Annie durante el resto de la serie. Ralphie Towzer, el bondadoso y ñoño pero a la moda novio de Annie, tiene el aspecto de Goodman Beaver (con las gafas y la pipa del dramaturgo Arthur Miller) y el temperamento de un mojigato estricto y regañón. Solly Brass, el charlatán agente de Annie, está basado en el actor Phil Silvers.
Otros personajes proceden de Little Orphan Annie de Gray. Sugardaddy Bigbucks, el padre sustituto de Annie y un capitalista poderoso y manipulador, está basado en Daddy Warbucks. Su misteriosa ayudante, la Avispa (en inglés The Wasp), deriva del ayudante de Warbucks, el Áspid (en inglés The Asp), mientras que Punchjab, su guardaespaldas, proviene del personaje Punjab. Otros personajes secundarios son el publicista Benton Battbarton (cuyo nombre procede de las agencias de publicidad Batten, Barton, Durstine & Osborn y Benton & Bowles), el rival de Battbarton, Huck Buxton (inspirado en el actor británico Terry-Thomas), Duncan Fyfe Hepplewhite (un plagiador de arte) y Freddie Flink (que se parece al actor cómico Fred Gwynne).

## Sinopsis
Las caricaturas de Little Annie Fanny eran una sátira humorística de la sociedad estadounidense contemporánea y sus costumbres sexuales. Annie Fanny, una joven rubia escultural y de busto grande, es la figura central. En cada episodio, Annie resultaba inocentemente completamente desnuda en diversas situaciones. La serie utilizaba la desnudez de Annie como trampolín para satirizar la cultura popular, las tendencias, modas pasajeras e incluso la política nacional. El humor se basaba en la yuxtaposición de la naturaleza inocente de Annie con las situaciones insinuantes en las que se encontraba. 
Little Annie Fanny lleva al lector a través de las actitudes cambiantes de la cultura estadounidense, satirizando tendencias y modas contemporáneas. En cada uno de los 107 episodios, Annie experimenta la última película popular, la última moda, lo última en política nacional o el último titular de sociedad. Durante la primera década de la tira, en la que se publicaba hasta once veces al año, Annie conoce versiones caricaturescas de los Beatles (que se encaprichan de Annie), Sean Connery (en el papel de «James Bomb»), el solitario autor de El guardián entre el centeno J. D. Salinger (como «Salinger Fiengold»), los campeones de la NFL los Green Bay Packers (como los «Greenback Busters»), y Elvis Presley, Bob Dylan y Sonny & Cher en el «Hoopadedoo Show» (una referencia al programa de televisión Hullabaloo). Durante estos primeros años, la tira se burló de las minifaldas, el LSD, el amor libre y la quema de sujetadores. Caricaturas de fondo incluyen al primer ministro soviético Nikita Jrushchov, al remilgado pero poderoso J. Edgar Hoover, al diseñador de moda unisex Rudi Gernreich y a la campaña publicitaria «Pon un tigre en tu tanque» de Humble Oil. Durante la década de 1970, cuando la tira se publicaba de tres a cinco veces al año, Annie ve películas violentas como La naranja mecánica o The French Connection y conoce al novelista sexual Philip Roth, al defensor de los consumidores Ralph Nader, al campeón de ajedrez Bobby Fischer y al rockero Alice Cooper. Experimenta la música disco, el «streaking», la banda ciudadana, los complejos turísticos nudistas y la liberación femenina. Entre los personajes que aparecen en segundo plano están Charles Bronson, Arte Johnson (de Laugh-In), O. J. Simpson, y C-3PO. En los años 80, cuando Little Annie Fanny aparecía una o dos veces al año, Annie aborda los computadores personales, va al Club Gilley de Cowboy de ciudad, hace un crucero en The Love Boat y se encuentra con Indiana Jones, el ayatolá Jomeini, los pastores televisivos Jim y Tammy Faye Bakker, y Woody Allen. Gags de fondo de Elder incluyen a los Coneheads, Howard Cosell, Miss Piggy, y E.T.